# Ічхон
Ічхо́н (кор. 이천시, 利川市, Icheon-si) — місто в провінції Кьонгі Південної Кореї. Центр корейського керамічного виробництва.

## Історія
Перші згадки про житлові поселення з 475 року — тоді територія, на котрій знаходиться сучасний Ічхон, належала царству Пекче.
Пізніше ця територія була захоплена державою Когурьо, тоді ж тут був утворений адміністративний район (хьон) Намчхон. В 551 році Намчхон перейшов під юрисдикцію королівства Сілла. В 757 році був перейменований в Хванму. Сучасну назву Ічхон отримав в 936 році, в епоху династії Корі, тоді ж був отриманий статус повіту (кун або гун). В 1390 році Ічхон був перейменований в Намчхон. У 1896 році, після реформи Кабо Ічхон було повернуто колишню назву, під яким він відомий досі. 1 березня 1996 року Ічхон був присвоєний офіційний статус міста (сі)

## Географія
Розташований в південно-східній частині провінції Кьонгідо в центрі країни, значна частина території вкрита лісами. Ландшафт переважно горбистий, утворений течією декількох дрібних приток річки Намханган, найбільші з яких — Покхачхон і Чхонмічхон.

## Адміністративний поділ
Ічхон адміністративно ділиться на 2 ип, 8 мьон і 4 тон (дон):
| Район       | Хангиль  | Площа, км² | Населення, чол | Внутрішній поділ |
| ----------- | -------- | ---------- | -------------- | ---------------- |
| Пубарип     | 부발읍   | 41,9       | 34 583         | 14 рі            |
| Чанховонип  | 장호원읍 | 60,34      | 16 067         | 13 рі            |
| Маджанмьон  | 마장면   | 51,63      | 7 726          | 13 рі            |
| Могамьон    | 모가면   | 40,99      | 5 331          | 11 рі            |
| Пексамьон   | 백사면   | 32,55      | 10 306         | 10 рі            |
| Сіндунмьон  | 신둔면   | 36,46      | 10 959         | 13 рі            |
| Сольсонмьон | 설성면   | 51,66      | 5 724          | 12 рі            |
| Тевольмьон  | 대월면   | 31,44      | 14 978         | 10 рі            |
| Хобопмьон   | 호법면   | 37,92      | 5 021          | 9 рі             |
| Юльмьон     | 율면     | 36,77      | 3 146          | 10 рі            |
| Квангодон   | 관고동   | 7,76       | 10 399         |                  |
| Чуннідон    | 중리동   | 22,09      | 15 218         |                  |
| Чханджондон | 창전동   | 1,13       | 20 607         |                  |
| Чинпходон   | 증포동   | 37 895     |                |                  |

## Культура
Підприємства культури:

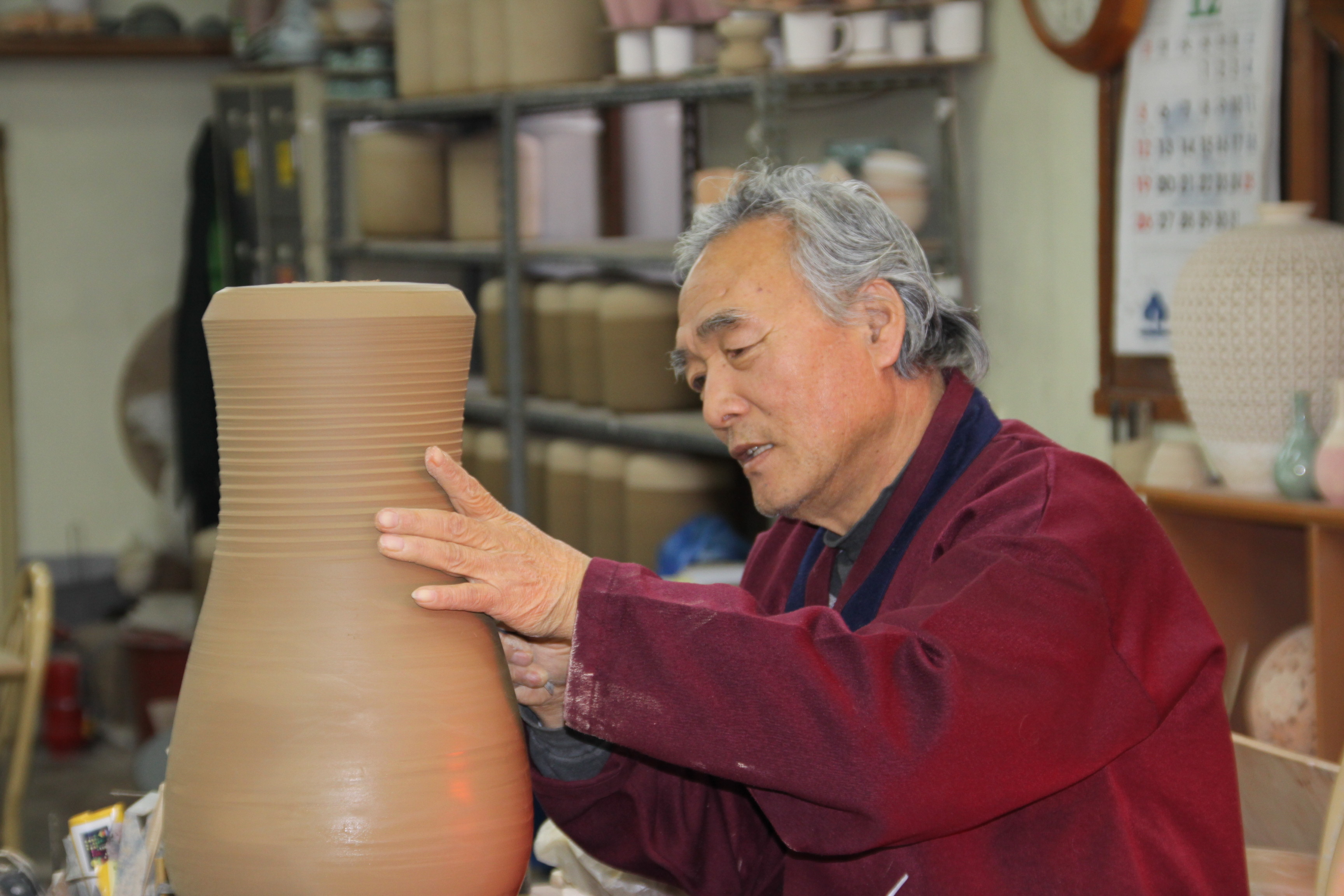
Гончар за роботою

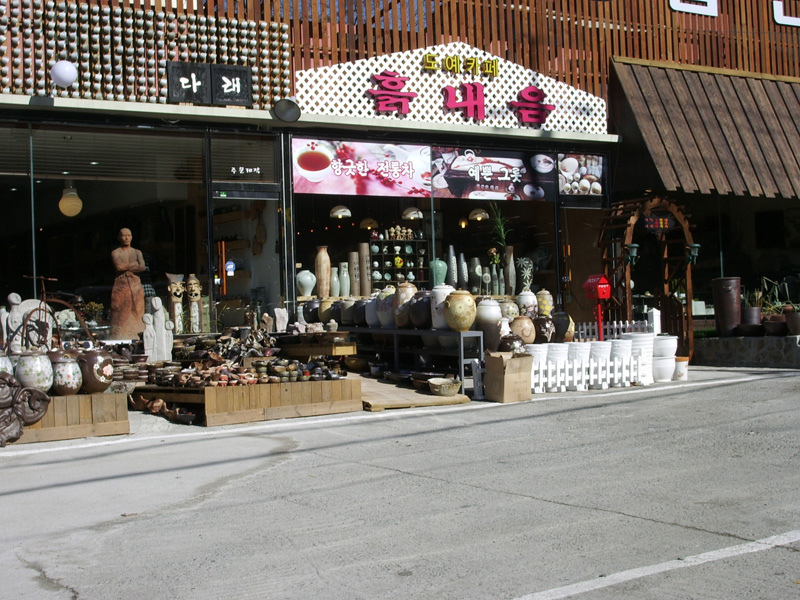
Керамічна крамниця

- Міжнародний центр кераміки — виставковий зал, у якому представлені сотні експонатів сучасної корейської та світової школи кераміки. Крім нього, у місті діють кілька музеїв кераміки та виставка керамічних виробів просто неба.[5]
- Ічхонська ремісниче село — являє собою центр керамічного ремесла міста. Цей центр розвивається, починаючи з епохи ранньої династії Чосон. Зараз тут працює понад 80 майстерень і кілька сотень печей з випалу. Село кераміки відкрите для відвідування туристами, тут організовуються міжнародні виставки і бієнале.[6]

Фестивалі:
- Щорічний фестиваль скульптур, що проходить з 1998 року.
- Фестиваль рису — проводиться щорічно на початку осені.[7]

## Пам'ятки
Історичні:
- Буддійський храм Сінхинса — розташований в містечку Сонимні. Згідно з середньовічними хроніками, побудований на місці більш давнього храму, що існував на цьому місці в епоху Трьох держав. Вперше згадується у XVIII столітті.
- Йонхваджонса — храм, розташований в Часонні. Споруда відноситься до XII століття.
- Йонвонса — храм в районі Пексамьон. Один з найдавніших буддійських храмів регіону. Вважається, що перші будівлі з'явилися тут в VII столітті.
- Гірський форт Сольбон — площа цієї фортеці близько 10 тис. м². Добре збереглася кам'яна кріпосна стіна і кілька сторожових веж. Форт використовувався як військове укріплення в епоху Трьох держав.

Природні:
- Гарячі джерела Очхонбемі — відомі з часів вана еджона Великого. Нині на місці цих джерел побудований великий спа-курорт.[8]
- Озеро Сольбонхо площею близько 100 тис. м², розташоване на території Сольбонського парку.
- Гори Ічхон, серед яких найвідоміші — Сольбонсан, Пекчоксан і Тодирамсан. На схилах гір в околицях Ічхон є гірськолижний курорт, прокладено кілька маршрутів для занять гірським туризмом.

## Економіка
Найкраще розвинене сільське господарство — вирощування рису і персиків. Ічхон — центр керамічної промисловості Південної Кореї. Бюджет міста становить близько 282 мільйонів доларів.

## Вища освіта
Вищі навчальні заклади міста включають:
- Корейський туристичний коледж;
- Коледж Чхонган.

## Міста-побратими
- Дзіндечжень city, Китай (1997)
- Сето city, Японія (2004)
- Кандонгу, Південна Корея
- Gangnam, Південна Корея
- Санта-Фе, США (2013)

## Символи
- Птах: Сорока звичайнассорока — символізує мир і співдружність громадян.
- Дерево: сосна — уособлює рух вперед і гордість за місто.
- Квітка: азалія — символізує гармонію і єдність.
- Маскоти: Тодамі і Хвадамі — уособлюють дві стихії — відповідно Землю і Вогонь.

## Галерея

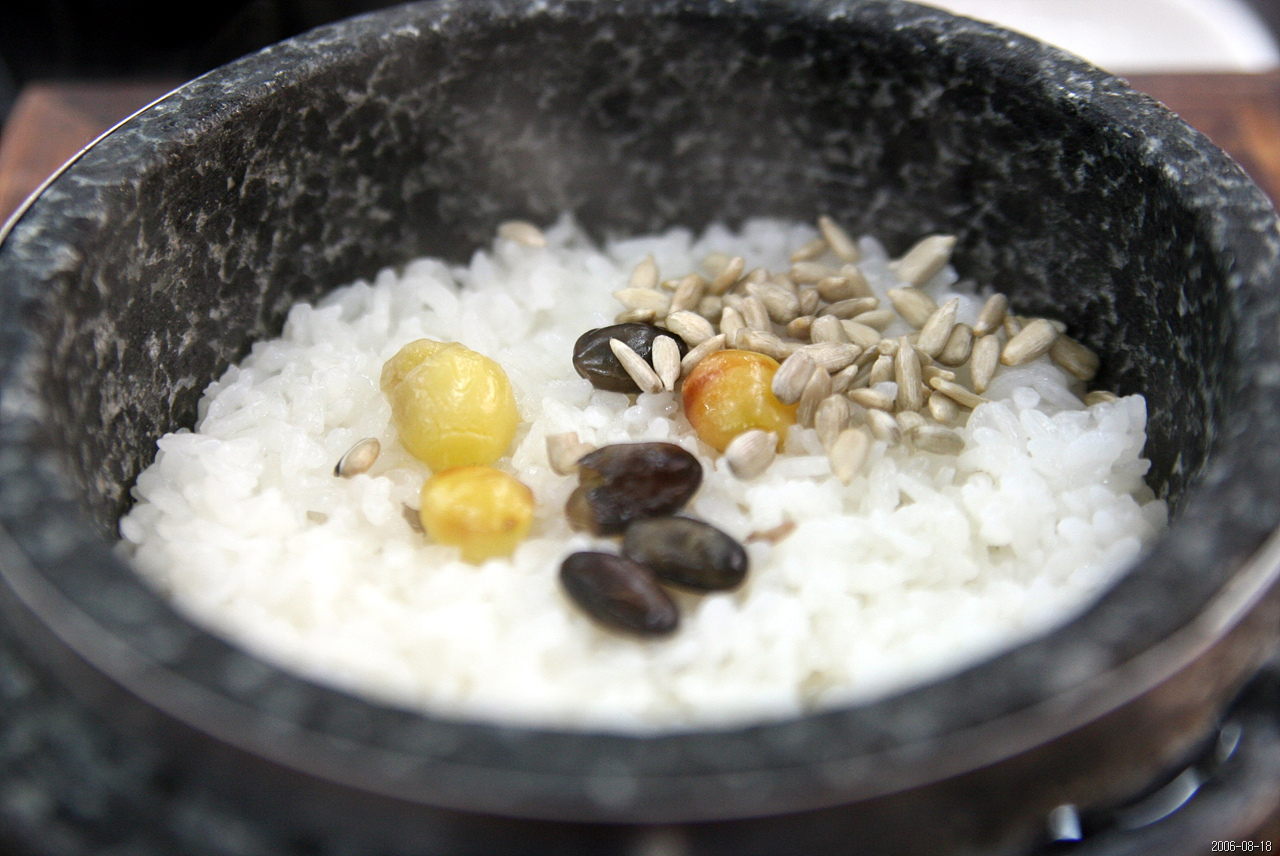
корейський рис
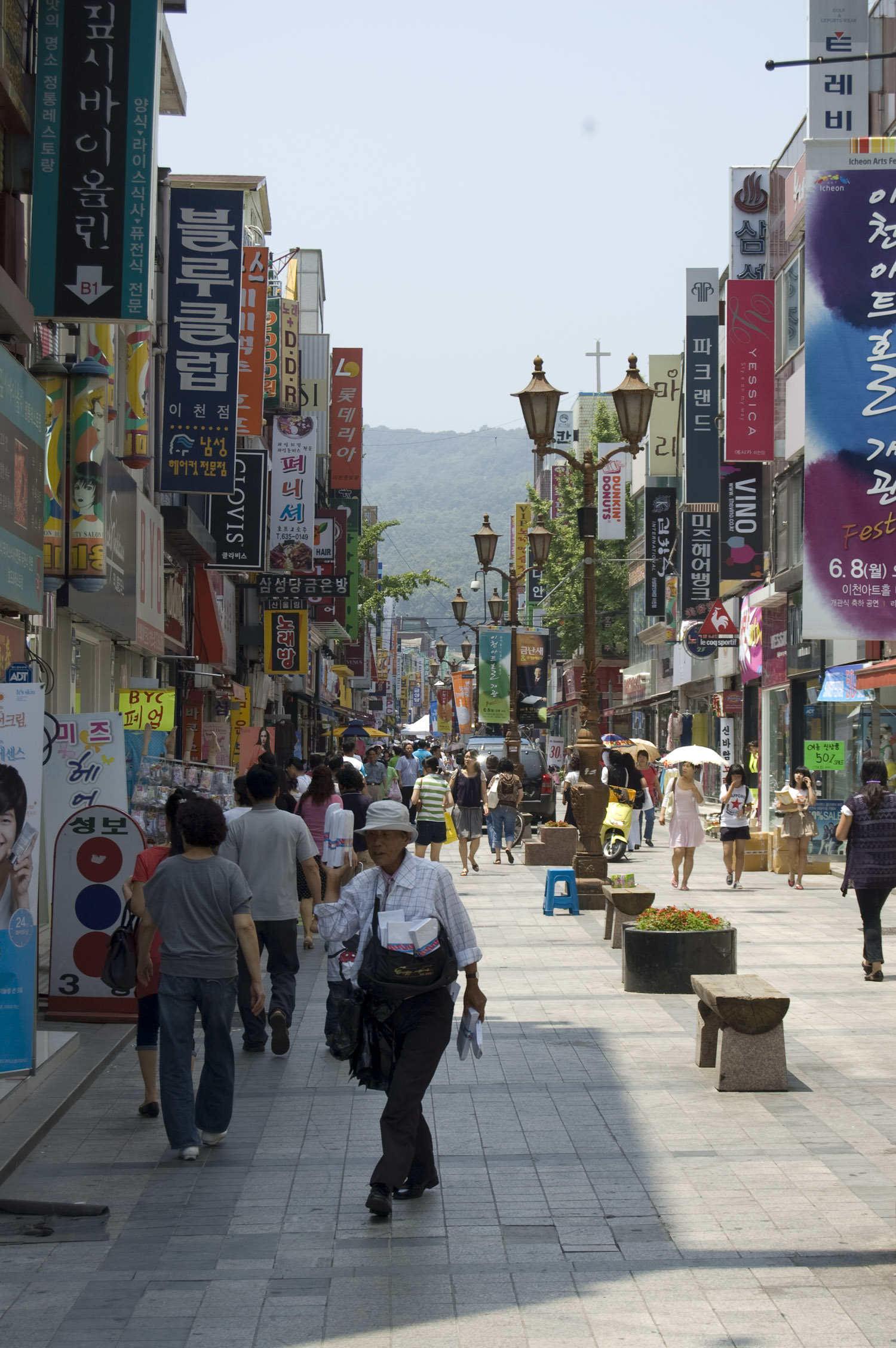
цент міста
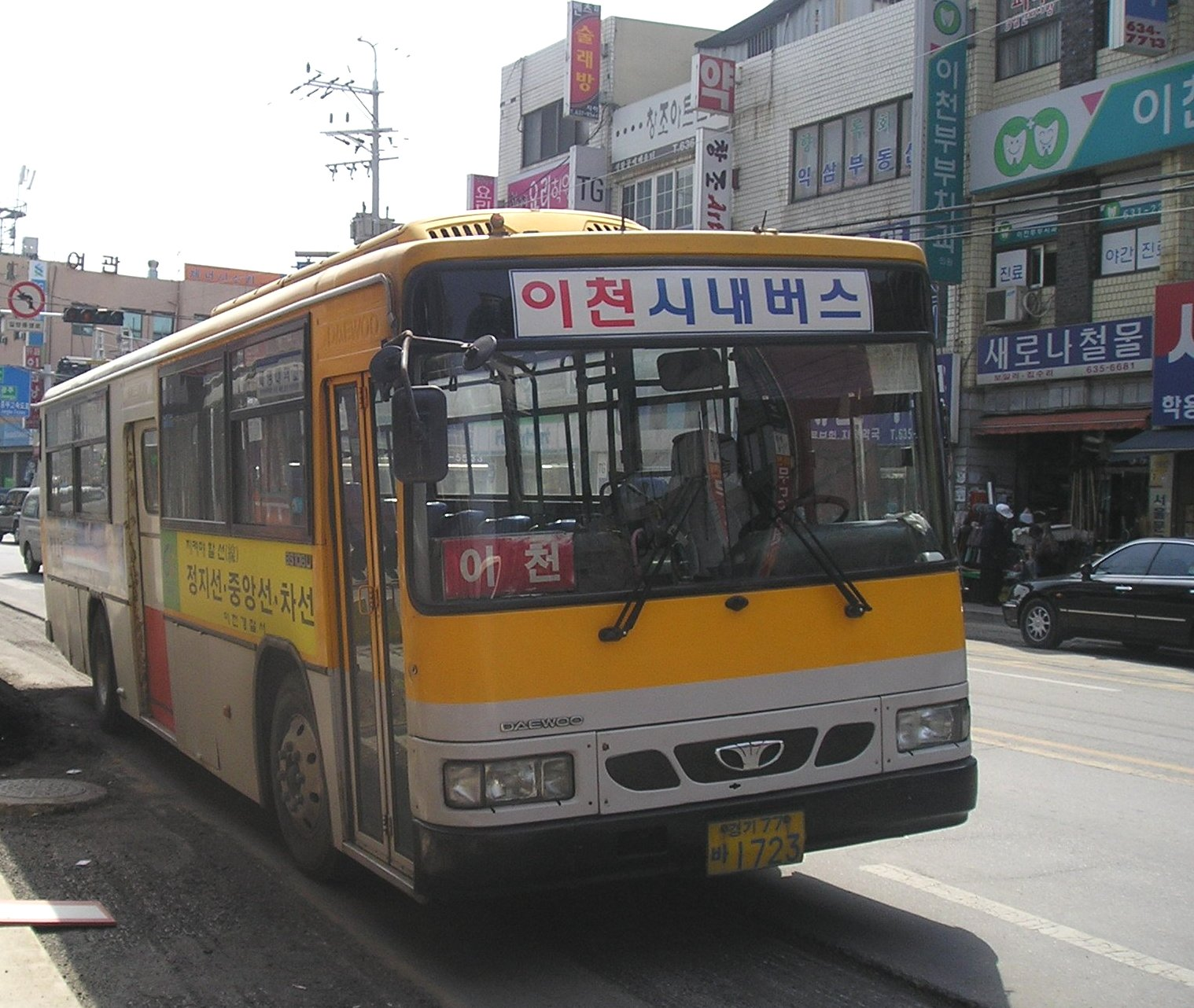
міський автобус